# Niespecyficzne śródmiąższowe zapalenie płuc
Niespecyficzne śródmiąższowe zapalenie płuc (ang. non-specific interstitial pneumonia, NSIP) – rzadka choroba zaliczana do idiopatycznych śródmiąższowych zapaleń płuc występująca u dorosłych i u dzieci. Objawia się dusznością, kaszlem i gorączką. W badaniu przedmiotowym stwierdza się palce pałeczkowate, podczas osłuchiwania stetoskopem trzeszczenia nad płucami. W badaniu rentgenowskim i tomokomputerowym płuc widoczne są zmiany o charakterze "mlecznego szkła" i siateczkowate (lokalizacja zmian w tym drugim badaniu – na obwodzie płuc). W diagnostyce wykorzystuje się również badanie histopatologiczne tkanki pobranej w czasie biopsji płuca. W leczeniu stosuje się kortykosterydy i leki immunosupresyjne.